# Bufo glaberrimus
Bufo glaberrimus là một loài cóc thuộc họ Bufonidae.
Loài này có ở Colombia, Ecuador, Peru, và Venezuela.
Môi trường sống tự nhiên của chúng là rừng ẩm vùng đất thấp nhiệt đới hoặc cận nhiệt đới, vùng núi ẩm nhiệt đới hoặc cận nhiệt đới, sông ngòi, đầm nước ngọt, và đầm nước ngọt có nước theo mùa.
Chúng hiện đang bị đe dọa vì mất nơi sống.